# 东沟岭站
东沟岭站是南宁轨道交通3号线的地铁车站，位于中华人民共和国广西壮族自治区南宁市兴宁区沙江路与衡阳东路交叉口地下，该站于2020年9月10日开通运营。

## 车站结构
东沟站设有2层，地面为出入口，地下一层为大堂和商店，地下二层为3号线月台。
| 地面     | 出入口                    | 出入口                       |
| 地下一层 | 大堂                      | 安全检查、客服中心、自动售票 |
| 地下二层 |                           | █ 3号线列車往科园大道方向    |
| 地下二层 | 島式月台                  |                              |
| 地下二层 | █ 3号线列車往平良立交方向 |                              |